# Javier Milei
Pour les articles homonymes, voir Milei.
Javier Gerardo Milei, né le 22 octobre 1970 à Buenos Aires, est un homme d'État et économiste argentin, président de la Nation argentine depuis le 10 décembre 2023.
Il est classé à l'extrême droite et décrit comme libertarien. Plusieurs de ses positions suscitent la controverse, comme son opposition à l'avortement, son rejet de l'éducation sexuelle dans les écoles, son soutien au libre port d'armes et à la libéralisation des drogues, sa promotion de la théorie du marxisme culturel et son déni du changement climatique.
Dans le domaine économique, Milei se revendique anarcho-capitaliste et défend un « plan tronçonneuse » inspiré de l'école autrichienne, qui vise à drastiquement diminuer le poids de l'État : il souhaite ainsi supprimer la banque centrale argentine, remplacer le peso argentin par le dollar américain, supprimer les aides sociales, limiter le nombre de ministres aux fonctions régaliennes et diviser par deux les dépenses publiques.
Dirigeant du Parti libertarien (PL) et de la coalition La liberté avance (LLA), il est élu député de la Nation argentine lors des élections législatives de 2021. Arrivé largement en tête des primaires en vue de l'élection présidentielle de 2023 avec 29,8 % des voix, il l'emporte au second tour face au candidat péroniste, Sergio Massa, avec 55,65 % des suffrages exprimés.
À la suite de son investiture en tant que président de la Nation argentine, son gouvernement, au moyen d'une série massive de réformes, mène une politique de choc libérale visant à réduire le poids de l’État, privatisant ou coupant des services publics et dérégulant massivement l'économie. Un an après avoir été élu, les résultats du gouvernement sont discutés, ayant réduit l'inflation et le déficit public, mais ayant également provoqué une chute de la consommation et une élévation de la pauvreté entre le premier et le second semestre 2024.

## Situation personnelle

### Jeunesse
Javier Gerardo Milei naît dans le quartier de Palermo, à Buenos Aires, le 22 octobre 1970. Son père, Norberto Horacio Milei, d'origine italienne calabraise, est un homme d'affaires du secteur des transports publics et sa mère, Alicia Luján Lucich, d'origine croate et italienne, est femme au foyer. Il a une sœur cadette nommée Karina Milei. Milei termine ses études secondaires à l'école privée catholique Cardenal Copello, dans le quartier Villa Devoto. Plus tard, il déménage avec sa famille dans la ville de Sáenz Peña, province de Buenos Aires.
Le journaliste Juan Luis González, auteur de sa biographie, écrit qu'il fut maltraité et dénigré par ses parents, « qui lui ont appris à ne pas faire confiance à ceux qui l’entouraient ». Il est un temps en conflit avec ses parents, qu'il ne voit jamais, expliquant qu'ils étaient tous deux morts à ses yeux ; pendant sa campagne présidentielle de 2023, il se réconcilie avec eux. Selon le journaliste Juan González, ses blessures d'enfance, notamment liées au fait d’avoir grandi auprès d’un père violent, expliquent « son instabilité émotionnelle » et son « narcissisme »,. Dans sa jeunesse, ses camarades de classe l’appellent « el loco » (« le fou ») en raison de sa coiffure et de son agressivité.

### Études
Javier Milei suit des études d'économie à l'université de Belgrano, d'où il sort diplômé puis poursuit des études supérieures en économie à l'Université Di Tella.

### Vie privée
Il a été en couple avec la chanteuse Daniela Mori (es) entre 2018 et 2019. En août 2023, il annonce être en couple avec l'actrice Fátima Flórez. Le 14 avril 2024, il annonce qu'il rompt avec celle-ci. Milei n'a pas d'enfants. Il est propriétaire de plusieurs chiens.

## Carrière professionnelle
Pendant plus de 20 ans, Javier Milei enseigne comme professeur universitaire différentes matières économiques, notamment la macroéconomie, l'économie de la croissance et l'économie mathématique,. Il est l'auteur de neuf livres, et avait en 2016 écrit plus de 50 articles académiques,.
En 2016, il devient économiste en chef de Máxima AFJP, d'Estudio Broda et de la banque HSBC d'Argentine. Il est membre du groupe de politique économique de la Chambre de commerce internationale et du Forum de Davos. Il est conseiller économique d'Antonio Domingo Bussi lorsque celui-ci, mis en cause pour crimes contre l'humanité commis sous la dictature militaire en Argentine (1976-1983), est élu député en 1999.

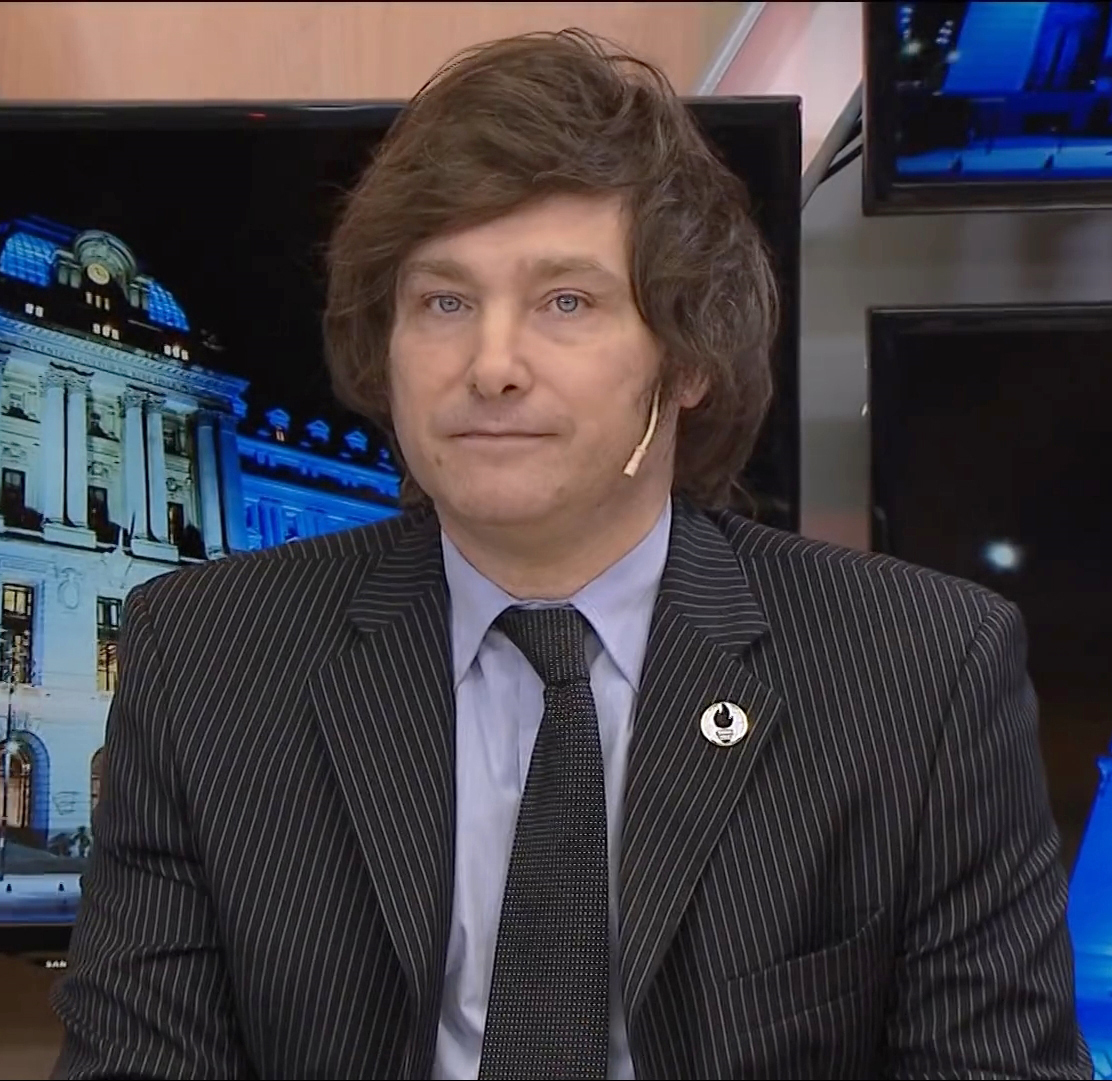
Javier Milei en 2019.

## Notoriété et premiers engagements
Javier Milei connait une forte médiatisation en Argentine surtout à partir de 2014, étant fréquemment invité dans des émissions de télévision et de radio pour livrer ses analyses économiques sous le prisme de l'école autrichienne, qui rejette l'intervention de l'État. En 2019, le magazine Noticias le classe ainsi parmi les personnes les plus influentes du pays, notamment du fait de sa présence médiatique.
Il se distingue par sa façon souvent agressive de débattre, son usage récurrent de mots grossiers et ses insultes à ses adversaires, conduisant à plusieurs polémiques. Le 25 août 2021, il insulte le chef du gouvernement de la ville de Buenos Aires, le libéral Horacio Rodríguez Larreta, le traitant de « putain de gauchiste », de « merde chauve » et affirmant qu'il pourrait l'« écraser ». Il se justifie en déclarant qu'Horacio Rodríguez Larreta utilise « des fonds publics pour persécuter les opposants ». De fait, ses fréquentes sorties outrancières amènent les médias à le qualifier d'antipolitique ou de disruptif, voire populiste. En 2018, il traite une journaliste de « burro » (âne) lors d'une conférence, ce qui amène la justice à ordonner une expertise psychologique sur Milei et à lui interdire de prendre la parole en public dans la ville de Metán ; Milei finit par s'excuser pour que la plainte soit retirée.
En 2022, Javier Milei a surpris en célébrant à plusieurs reprises le gangster américain Al Capone, qu'il qualifie de « héros » et de « bienfaiteur social ».

## Parcours politique

### Opposition aux mesures anti-Covid

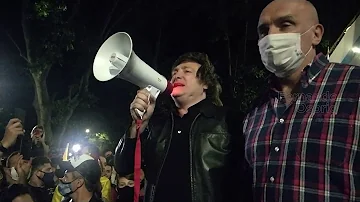
Javier Milei lors d'une manifestation d'opposition aux mesures de lutte contre la pandémie de Covid-19.

Javier Milei s'engage en politique en 2020, dans le contexte de pandémie de Covid-19.
Le 25 mai 2020, au lendemain de l'annonce de la prolongation d'un confinement jusqu'au 6 juin, il appelle à manifester. Près de deux cents personnes se réunissent alors devant le palais présidentiel à Buenos Aires, lors d'une manifestation considérée comme l'acte de naissance de la « nouvelle droite argentine ». Cette mobilisation s'amplifie par la suite.

### Création de«La liberté avance»et mandat de député

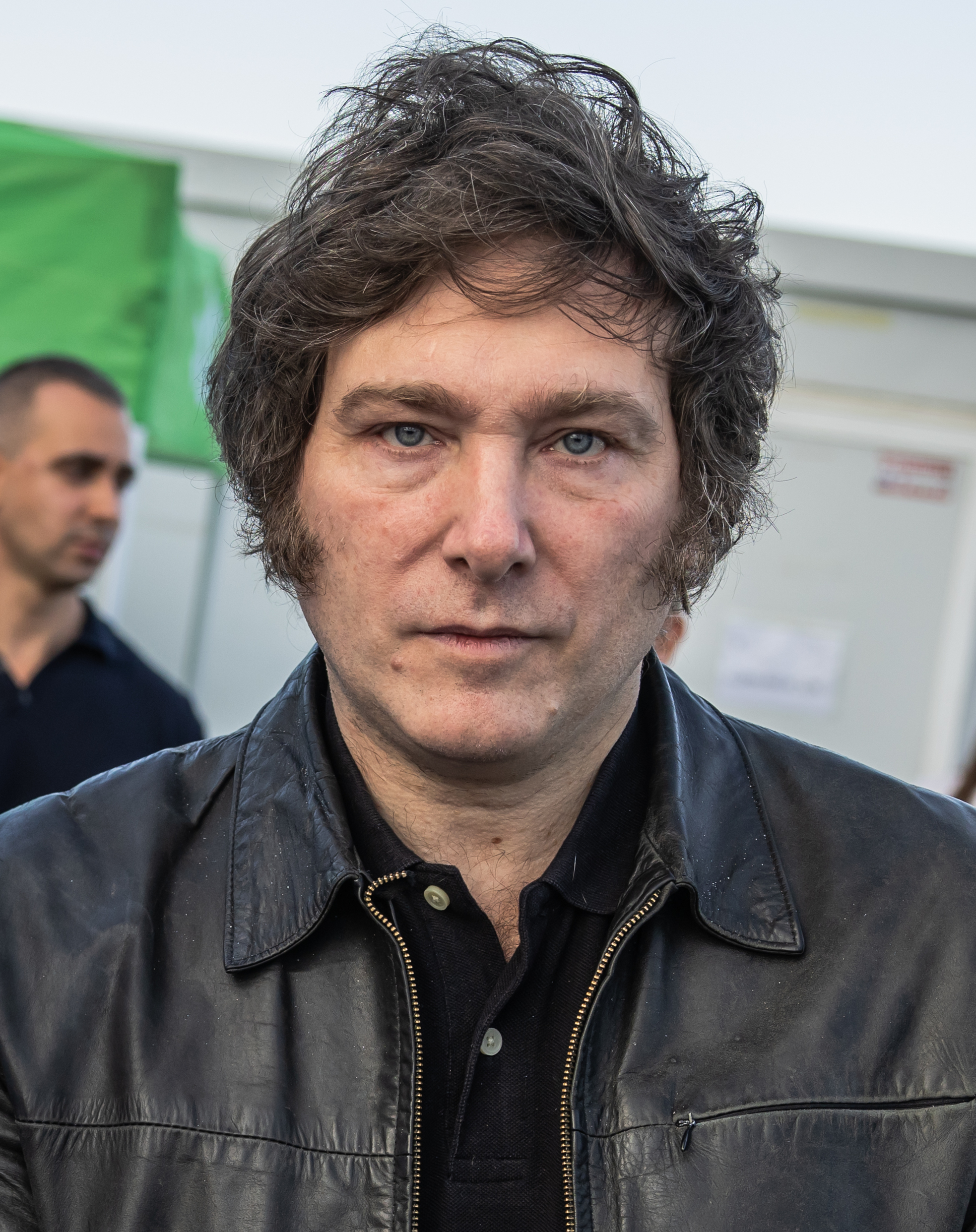
Javier Milei en 2022.

Javier Milei dirige le Parti libertarien (Partido Libertario, PL), lancé en 2018 et auquel il adhère en 2019, ainsi que la coalition La liberté avance (La libertad avanza, LLA), fondée en 2021 et dont fait partie le PL.
Il crée la surprise lors des élections primaires de septembre 2021, prenant la troisième place dans la province de Buenos Aires avec 13,7 % des voix. Faisant campagne sous le slogan « Je ne suis pas venu ici pour guider des agneaux mais pour réveiller les lions ! », il dénonce la « caste politique » constituée selon lui de « politiques inutiles, parasites, qui n’ont jamais travaillé ». Son discours séduit à la fois auprès de l’électorat radical de la droite, des classes populaires épuisées par la crise économique qui voient en lui une alternative aux partis traditionnels, et des jeunes « frustrés par la gestion de la pandémie et ses restrictions », avec un confinement de six mois dans Buenos Aires et sa région en 2020.
Devenu député en décembre 2021, Javier Milei met en jeu son salaire (350 000 pesos, soit 2 900 euros) chaque mois lors d'une tombola géante, à laquelle participent plus d'un million d'Argentins. Le résultat est dévoilé en direct par de nombreuses chaînes de télévision du pays,. Ses détracteurs pointent sa faible activité au Parlement.

### Élection présidentielle de 2023
Candidat à l’élection présidentielle de 2023, Javier Milei présente un « plan tronçonneuse » visant à massivement diminuer les dépenses publiques : son projet comprend la suppression de plusieurs ministères (Éducation, Santé, Travaux publics et Développement social, Femmes), la libéralisation du port d'armes pour les civils et du commerce d'organes,. Sa colistière Victoria Villarruel, candidate à la vice-présidence, est négationniste des crimes de la dictature. C'est sa sœur Karina Milei, de deux ans sa cadette, qui contrôle l'ensemble de sa campagne, de l’organisation des meetings jusqu’à la composition de l’entourage.
À la surprise générale, Javier Milei arrive largement en tête des primaires de l'élection présidentielle, le 13 août 2023, avec 29,86 % des voix. Après ce scrutin, ses déclarations virulentes à l'encontre du peso argentin et ses appels à ne pas épargner ou faire de placements en monnaie nationale provoquent la chute du peso.
Le 22 octobre 2023, il arrive en ballottage défavorable avec 29,99  % des voix au premier tour du scrutin présidentiel, face au centriste Sergio Massa, soutenu par la coalition péroniste (36,78  %). Il s'allie alors avec la droite traditionnelle en vue du second tour, alors qu'il avait jusqu'alors fondé sa campagne sur le rejet de la « caste » politique. Cette alliance est vécue comme une trahison par une partie de sa coalition et onze députés annoncent dans la foulée quitter La liberté avance,.
Alors que les sondages annonçaient un duel serré, Javier Milei l'emporte finalement avec 55,65 % des voix exprimées, le 19 novembre. Sergio Massa reconnaît sa défaite et félicite son adversaire.

### Président de la Nation argentine

#### Investiture

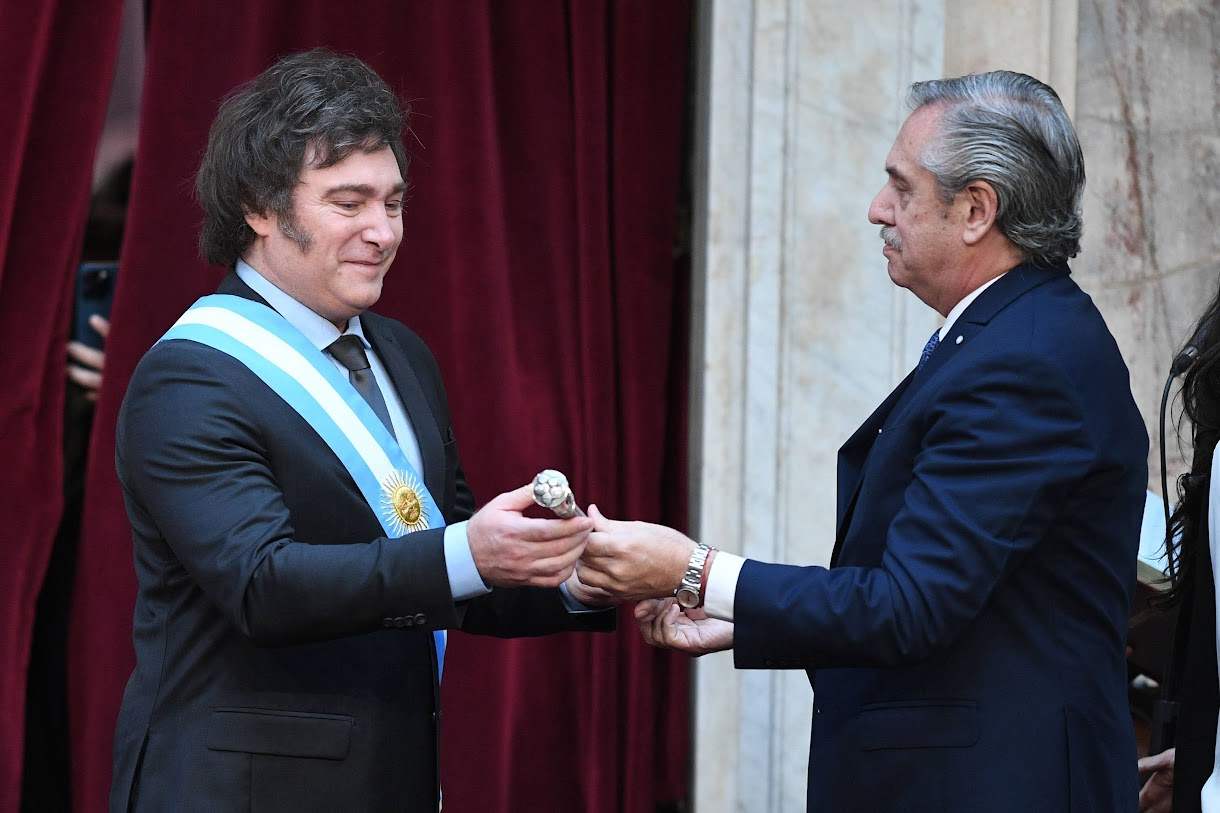
Javier Milei recevant le sceptre présidentiel de la part d'Alberto Fernández, président sortant, le 10 décembre 2023.

Le 10 décembre 2023, Javier Milei se rend au Congrès de la Nation argentine afin d'y être investi président de la Nation pour un mandat de quatre ans. Accompagné de la nouvelle vice-présidente, Victoria Villarruel, et du président de la Chambre des députés, Martín Menem (en), il y reçoit, des mains du président sortant, le péroniste Alberto Fernández, un sceptre et l'écharpe présidentiels.
Après avoir prêté serment, il prononce un discours, non pas dans l'enceinte du Congrès comme ses prédécesseurs, mais sur les marches de celui-ci devant des citoyens venus assister à l'investiture. Son discours fait état de la piètre situation économique du pays, qu'il promet de traiter avec des « mesures chocs »,.

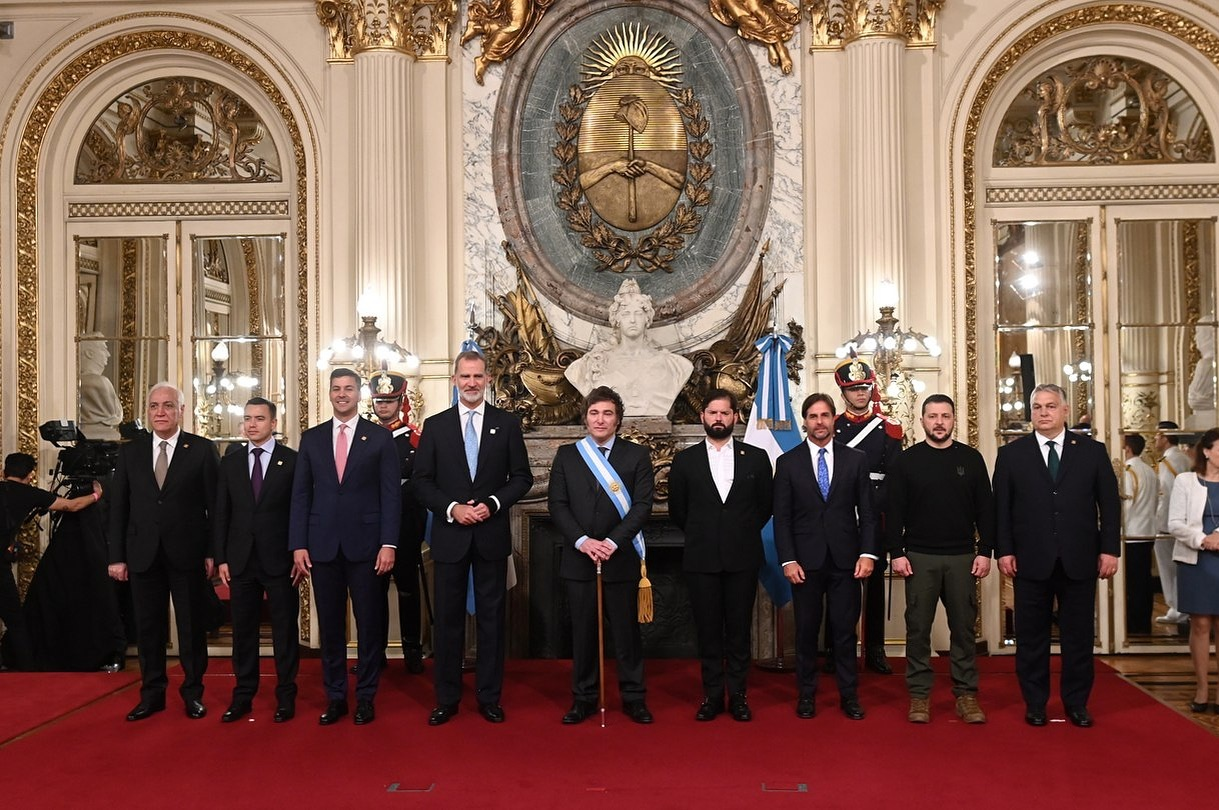
Milei et les autres dirigeants internationaux lors de son investiture.

Il se rend ensuite à la Casa Rosada, où il prononce un discours sur l'un des balcons et reçoit tous les dirigeants et représentants étrangers. Sont présents le roi d'Espagne, Felipe VI, le Premier ministre hongrois, Viktor Orbán, le président de l'Ukraine, Volodymyr Zelensky, entre autres. Parmi les pays voisins de l'Argentine, les présidents Gabriel Boric du Chili, Santiago Peña du Paraguay et Luis Lacalle Pou de l'Uruguay y assistent,, contrairement à ceux de la Bolivie et du Brésil, qui préfèrent y envoyer leur ministre des Affaires étrangères,. Durant sa campagne électorale, Milei avait par ailleurs tenu des propos durs à l'endroit du président Lula da Silva, et de tout courant s'apparentant au socialisme qu'il qualifiait de « communiste ».
Son gouvernement est réduit à neuf ministres, contre vingt pour le gouvernement sortant. Il se compose de figures traditionnelles de la politique argentine, comme le ministre de l’Économie, Luis Caputo, ancien secrétaire d’État puis ministre des Finances du gouvernement de Mauricio Macri (2015-2019), et la ministre de la Sécurité Patricia Bullrich, qui occupait déjà cette fonction sous la présidence Macri. D'autres sont des personnalités issues du secteur privé, telles Nicolas Posse, chef de cabinet du nouveau chef d’État, et Mariano Cúneo Libarona, ministre de la Justice, tous deux anciens cadres de Corporacion América, le conglomérat financier et médiatique de Eduardo Eurnekian, pour lequel avait également travaillé Javier Milei en tant que conseiller économique.

#### Politique intérieure
Dans les jours qui suivent son investiture, le gouvernement Milei annonce la dévaluation du peso de 50 %, celui-ci passant de 400 pesos pour un dollar à 800 pesos pour un dollar. Cette dévaluation s'opère dans un contexte d'une très forte inflation, ainsi que d'un cours du peso sur le marché noir qui peut atteindre parfois les 1 000 pesos pour un dollar. En parallèle, le gouvernement annonce des coupes budgétaires équivalentes à quelque 20 milliards de dollars, soit 5 % du produit intérieur brut (PIB), notamment à travers la réduction des subventions aux transports publics, à l'électricité, au gaz et à l'eau. L'ajustement « pèsera presque entièrement sur l'État et non sur le secteur privé », précise le président,.
Dix jours plus tard, le gouvernement annonce adopter par décret une série massive de dérégulations, avec près de 300 mesures concernées. Puis fin décembre 2023, il annonce une nouvelle série de réformes comprenant 664 articles, visant à « déréguler le commerce, les services et l'industrie sur l'ensemble du territoire national ». Le décret de nécessité et d'urgence (DNU) comprend la fin des plafonds aux augmentations des mutuelles et des prix de produits essentiels, la dérégulation des services liés à Internet (pour ouvrir la porte à Starlink, l'entreprise du milliardaire Elon Musk en Argentine) et du marché immobilier, en particulier avec la fin de l'encadrement des loyers. Il facilite également les privatisations, et flexibilise le droit du travail : la période d'essai pour tout nouvel emploi passe de trois à huit mois et les indemnités pour licenciement se trouvent amputées.
En novembre 2023 avec le résultat des élections législatives, le parti de Javier Milei remporte 40 des 257 sièges à la Chambre des députés et sept sur 72 au Sénat, cette situation force le nouveau président à former des alliances et à trouver des compromis pour ses propositions de loi.
Le 27 décembre 2023, Javier Milei présente son projet de « loi omnibus », qui, outre de nouvelles privatisations (41 entreprises publiques dont le géant pétrolier YPF et la compagnie aérienne Aerolíneas Argentinas), concède les pleins pouvoirs à l'exécutif. Elle autorise celui-ci à gouverner par décrets au moins jusqu'à la fin 2025 et restreint le droit à manifester, ce que dénoncent les syndicats de travailleurs.
Au premier trimestre 2024, l'Argentine dégage un excédent budgétaire pour la première fois depuis 2008 sous les effets de la « thérapie de choc » du gouvernement Milei. L'excédent de 275 milliards de pesos — 309 millions de dollars au taux officiel, équivalent à 0,2 points de PIB — amène le président à le qualifier d'« exploit historique ». Le déficit avait été de 5,2 points de PIB l'année précédente,. En contrepartie, l’austérité étrangle la consommation, l’activité économique s’effondre, et la récession s’installe, avec une contraction de 5,3 % de l’économie au premier trimestre, sans signe imminent de rebond.
La grève générale du 24 janvier 2024, organisée par les syndicats, est accompagnée d'imposantes manifestations dans tout le pays. En réaction, le gouvernement menace de suspendre les allocations des manifestants et annonce qu'il ferait payer aux mouvements sociaux la facture du déploiement des policiers et gendarmes venus encadrer les cortèges.
El Cronista note qu'un mois après la promulgation du DNU, le nombre de logements disponibles double à Buenos Aires et les prix chutent de 20 %. Cela est remis en question par d'autres journaux, qui expliquent que « les premières mesures prises par le président argentin Javier Milei semblent avoir accentué la crise du logement ». Le règlement des loyers peut passer par des paiements en kilos de bœuf ou en litres de lait, mais ces aliments deviennent de plus en plus inaccessibles du fait des pénuries, et les salaires ne suivent pas le niveau de l'inflation,. Dans les transports en revanche, le prix du billet de bus grimpe de 45 % entre décembre et janvier, puis de nouveau de 250 % en février. De façon plus générale, l'inflation s'accélère et atteint un taux annuel de 211 %. Le président déclare : « Si l'on prend le chiffre seul, isolé, c'est horrible. Et c'est vrai. Mais il faut regarder où nous étions et quelle était la tendance ». En janvier 2024, conformément aux promesses de campagne de Milei, l'Argentine enregistre en 12 ans son premier excédent budgétaire mensuel (589 millions de dollars).
Le gouvernement reconnaît en février 2024 que les réformes ont fait basculer 2,5 millions de personnes supplémentaires dans la pauvreté, et que le taux de pauvreté dans le pays atteint désormais 50 %. Selon une étude de l'université catholique argentine, le taux de pauvreté est de 57 % en février, soit une hausse de treize points depuis l'entrée en fonction de Javier Milei.
Les réformes sont saluées par le Fonds monétaire international (FMI), qui revoit cependant fortement à la baisse les perspectives de croissance de l'Argentine : celles-ci passent ainsi de 2,8 % pour 2024 à une récession de 2,8 %, soit une révision de 5,6 points de pourcentage sous l'effet des mesures d'austérité. L'institution décide d'accorder à l'Argentine un prêt de 4,7 milliards de dollars.
Le 4 mars 2024, Milei décide de la fermeture de l'agence de presse Télam. Alors que le site web est fermé, les locaux sont bloqués par la police et les autorités prévoient le licenciement de l’ensemble du personnel. Sur le plan culturel, un plan d'austérité vise le cinéma argentin : suppression des fonds d’aide de l'Institut national du cinéma et des arts audiovisuels, privatisation d’écoles de cinéma, suppression de festivals, fermeture de salles….
Il augmente début 2024 de 50 % son salaire et celui des membres de son gouvernement. Cette mesure, prise par décret, fait polémique en raison notamment du discours contre les privilèges de la « caste » politique qu'il avait porté durant la campagne présidentielle,.
De décembre 2023 à avril 2024, Milei voyage en vol commercial et côtoie des passagers, afin de montrer l'exemple de son programme d'austérité. Il abandonne ensuite la mesure, pour « raisons de sécurité ».
En mai 2024, après la dérégulation du marché de la santé privée que Javier Milei a mise en place, les dix entreprises contrôlant 83 % des assurés ont rapidement convenu d'augmentations tarifaires bien supérieures à l'inflation, poussant de nombreuses familles de la classe moyenne à abandonner leurs assurances santé privées. Ses politiques entraînent la récession du pays, et l'inflation mensuelle pour avril 2024 est estimée à 9 %, plus élevée qu'avant l'élection de Milei, bien qu'il présente ce chiffre comme une victoire.
Le gouvernement mène une politique de renvoi des « gnocchis » — nom donné aux fonctionnaires fantômes qui ne se présenteraient que le dernier jour du mois pour toucher leur salaire —. Fin mai, le gouvernement revendique avoir renvoyé plus de 25 000 fonctionnaires, avec des méthodes qui sont qualifiées de « cruelles et violentes ».
En juin 2024, 6 mois après l'investiture de Javier Milei, « l'incompétence » du gouvernement Milei est mise en avant : la mauvaise gestion a conduit à une augmentation de la pauvreté de 11 %, et une crise alimentaire s'installe. Les institutions législatives sont paralysées. Le parti de Milei, La Libertad Avanza, ne dispose que de 38 députés sur 257 à la Chambre et 7 sénateurs sur 72 au Sénat. De plus, le gouvernement empêche la distribution de l'aide alimentaire par dogmatisme anti-aides sociales, préférant laisser des tonnes de nourriture prévues à cet effet pourrir dans des hangars. Dans le même temps, un scandale de corruption éclate concernant le ministère chargé de l'aide sociale. Le secrétaire d'État détournerait des fonds publics destiné à l'aide alimentaire, ce qui choque l'opinion publique,.
En juillet 2024, Javier Milei parvient à obtenir la signature de 18 gouverneurs sur les 24 du pays, tous opposés à sa politique, pour un accord en dix points afin qu’il puisse continuer à gouverner alors qu’il n’a pas la majorité au Congrès ni le soutien d’aucun gouverneur. Pour parvenir à cet accord, il a fait pression sur ces gouverneurs, en bloquant pendant plus de six mois les fonds de l’État qui étaient destinés aux provinces pour les travaux publics.
En juillet 2024, après que l’équipe de football nationale d’Argentine a entonné des chants racistes contre l’équipe de France, Javier Milei renvoie le secrétaire adjoint au Sport du gouvernement qui avait demandé aux joueurs argentins de s’excuser et déclare « La Présidence rapporte qu’aucun gouvernement ne peut dire à l’équipe nationale argentine, championne du monde et double championne d’Amérique, quoi dire, quoi penser ou quoi faire, ni à aucun autre citoyen. Pour cette raison, Julio Garro cesse d’être sous-secrétaire aux Sports de la Nation ».
Un an après l'élection, les mesures économiques de Javier Milei sont discutées,,,,,. Bien que minoritaire au Parlement, il parvient à faire adopter la majorité de ses propositions grâce au soutien du parti Proposition républicaine et de certains partis provinciaux. L'inflation, point central du programme du gouvernement, est réduite d'un taux mensuel de 25 % en décembre 2023 à moins de 3 % en décembre 2024, ; l'inflation annuelle est quant à elle réduite de moitié. Les mesures ont également permis d'enregistrer pour la première fois depuis 14 ans un excédent budgétaire, redonnant confiance aux marchés. La récession entamée en décembre est de 2,2 % au premier trimestre 2024, mais le PIB finit par croître sur le troisième trimestre, laissant un recul annuel net de 3,5 % selon le FMI,. Toutefois, ces mesures entraînent une chute de la consommation et une importante perte d'emplois publics et privés, faisant craindre l'absence d'un redémarrage de l'économie. Par ailleurs, au premier semestre 2024, le taux de pauvreté passe de 44,7 % à 55,5 %, et la pauvreté extrême passe de 13,8 % à 19,4 % ; le taux de pauvreté finit cependant par retomber au deuxième semestre 2024, même si certains experts avertissent de l'apparition d'une « pauvreté structurelle »,,,. L'Argentine enregistre également un excédent de sa balance commerciale du fait d'une forte baisse des importations et de la dévaluation de sa monnaie. De fait, le président Milei demeure très apprécié par la population avec près de 56 % d'opinions favorables,.
Le 15 février 2025, Milei publie sur son compte X un message faisant la promotion de la cryptomonnaie « Libra », présentée comme un projet privé destiné à stimuler l'économie argentine. Le cours de cette cryptomonnaie augmente de 2000% en quarante minutes avant de s'effondrer de 95% vingt-quatre heures plus tard, effaçant 4,4 milliards de dollars de valorisation,,. Bien qu'il ait rapidement supprimé sa publication et affirmé avoir agi de bonne foi sans intention de promotion, l'incident conduit à une enquête du Bureau anti-corruption (es) et à l'examen d'éventuelles charges de fraude par un juge fédéral,. Cette affaire déclenche une crise politique en Argentine, l'opposition appelant à la destitution du président pour son implication dans ce scandale financier. Milei plaide l'ignorance et dénonce un abus de confiance,.
Après la hausse de la pauvreté au premier semestre 2024 de 44,7 % à 52,9 % et de la pauvreté extrême de 13,8 % à 18,1 %, la pauvreté recule à 38,1 % au second semestre 2024, tandis que l’extrême pauvreté recule à 8,2 %. Le gouvernement Milei se félicite en mars 2025 de cette baisse, qu'il considère comme un « effet direct de la lutte contre l'inflation » menée par le président. Après s'être élevée à 211 % en 2023 puis 117 % en 2024, l'inflation est en effet maintenue mensuellement sous les 3 % depuis octobre 2024, soit leur plus bas niveaux depuis 2020. Ces chiffres sont cependant discutés car reposant sur des calculs de l'Indec qui prend en compte seulement les 31 villes de plus de 100 000 habitants du pays et n'analyse pas les zones rurales. Selon l'économiste Juan Carluccio, la baisse du taux de pauvreté sous Javier Milei tient ainsi surtout de son succès dans la lutte contre l'inflation, la baisse des dépenses publiques ayant fait chuter celle ci d'un taux de 25 % mensuel avant sa prise de fonction en décembre 2023, à 2,4 % pour le mois de février 2025. 

#### Politique étrangère
Après avoir affirmé que l'Argentine, sous sa présidence, ne commercerait jamais avec des « communistes tels la Chine, le Brésil et la Russie », Milei tente, trois jours après son entrée en fonction, de maintenir une entente économique de l'ordre de cinq milliards de dollars, conclue entre le gouvernement précédent et le gouvernement chinois. Il présente ainsi une lettre « de regrets » au gouvernement chinois qui avait suspendu l'accord à la suite de son élection en raison de sa promesse de rompre les relations diplomatiques avec Pékin.
Il qualifie en janvier 2024, lors d'une interview à la télévision, le président colombien Gustavo Petro de « communiste meurtrier ». La présidence colombienne réagit en critiquant des commentaires « irresponsables » du président argentin et rappelle son ambassadeur à Buenos Aires pour consultations.
En mai 2024, Javier Milei, invité d’honneur d’une convention du parti d’extrême droite espagnol Vox à Madrid, attaque le gouvernement espagnol ainsi que l'épouse du président du gouvernement, Begoña Gómez, en l’accusant de corruption, reprenant les accusations de l’opposition et d’organisations d’extrême droite en Espagne. Ces attaques déclenchent une crise diplomatique entre l’Argentine et l’Espagne. L’Espagne retire « définitivement » son ambassadrice d’Argentine après le refus de Javier Milei de présenter des excuses pour ses propos sur le premier ministre espagnol et son épouse.
Le gouvernement argentin dirigé par Javier Milei annonce son retrait de l'Organisation mondiale de la santé (OMS) en février 2025, dans une décision qui fait suite au retrait des États-Unis d'Amérique (sous la présidence de Donald Trump) de cette agence spécialisée de l'Organisation des Nations unies (ONU) pour la santé publique.
Il développe une alliance étroite avec l'administration Trump, se rendant sept fois aux États-Unis. Milei accepte notamment la politique commerciale américaine imposant des droits de douane et s'est montré disposé à négocier un accord commercial réciproque. Il bénéficie du soutien américain auprès d'institutions internationales comme le FMI, la Banque interaméricaine de développement et la Banque mondiale.

## Spiritualité et image publique
Milei est de confession catholique. Toutefois, il affirme lire quotidiennement la Torah et a visité la tombe de Menachem Mendel Schneerson, un rabbin juif orthodoxe russo-américain. Il a déclaré envisager de se convertir au judaïsme, mais que le Shabbat juif serait difficilement conciliable avec la fonction de président,. Sa conversion est annoncée en novembre 2023 ; en février 2024, il prie au Mur des Lamentations.
Passionné d'occultisme, il a sollicité les services d’un « vétérinaire médium » afin de communiquer avec son chien préféré de race mastiff, Conan, mort en 2017. Il assure également avoir communiqué avec Dieu au cours de ces séances, lequel lui aurait demandé de devenir président. Il ne reçoit personne chez lui faute de place, et les voisins se sont plaints de l’odeur émanant du logement.
Milei a été surnommé el Peluca (« La perruque ») en raison de sa coiffure excentrique. Il a répété à plusieurs reprises qu'il ne se peignait pas les cheveux et, pour cette raison, sa coiffure a fait l'objet d'une attention particulière dans la presse.
Milei est un adepte du cosplay (costume play, ou costumade), une activité de loisir consistant à se costumer en personnage de fiction. Son alter ego est le super-héros « Général AnCap », nom qui est un acronyme de l'anarcho-capitalisme.

## Positionnement

### Idéologie et inspirations
Javier Milei se réclame de l'anarcho-capitalisme,, du libéralisme libertaire et du minarchisme. Il milite pour la suppression de la banque centrale, l'adoption du dollar américain comme monnaie nationale, l'abrogation des mesures de contrôle des capitaux, la suppression des aides sociales, la fin de l'éducation gratuite, et propose de réduire de moitié les dépenses publiques argentines, de 29 à 15 % du PIB,. Il conteste l'existence du changement climatique, qui ne serait qu'une « invention socialiste »,.
Il porte un regard révisionniste sur les crimes de la dictature militaire en Argentine (1976-1983) affirmant que le nombre de 30 000 morts ou disparus retenu par les organisations des droits humains (en) est exagéré et conteste l'existence d'un « terrorisme d’État » pendant la dictature. Des militaires condamnés, comme Jorge Eduardo Acosta et Mario Sandoval, lui ont ainsi exprimé leur soutien lors de la présidentielle de 2023.
Il s'inspire de Jair Bolsonaro et de Donald Trump et affiche sa proximité avec le parti politique espagnol d'extrême droite Vox,,. Si l'ancien président américain défendait une politique protectionniste à rebours du programme de Javier Milei, tous deux s'inscrivent cependant dans une forme de populisme de droite,.
Milei est anti-péroniste. Il critique sévèrement les politiques appliquées par les présidents radicaux et péronistes dans le passé tels que Hipólito Yrigoyen, Raúl Alfonsín, Juan Domingo Perón, Cristina Fernández de Kirchner, Mauricio Macri et Alberto Fernández,,, tandis qu'il loue Carlos Menem, président de l'Argentine de 1989 à 1999 et qu'il considère comme le « meilleur président de l'histoire », et son ministre de l'Économie Domingo Cavallo,.
La position politique de Milei est qualifiée de façon variable,,. Une majorité des médias aussi bien argentins qu'internationaux le décrivent comme d'extrême droite,,,,, (bien que ce qualificatif soit critiqué par certains,,,,), tandis que d'autres utilisent également le qualificatif de « libertarien de droite », « populiste de droite », ou « ultraconservateur »,. Certaines de ses prises de position soulèvent par ailleurs la critique des milieux libéraux.

### Prises de position

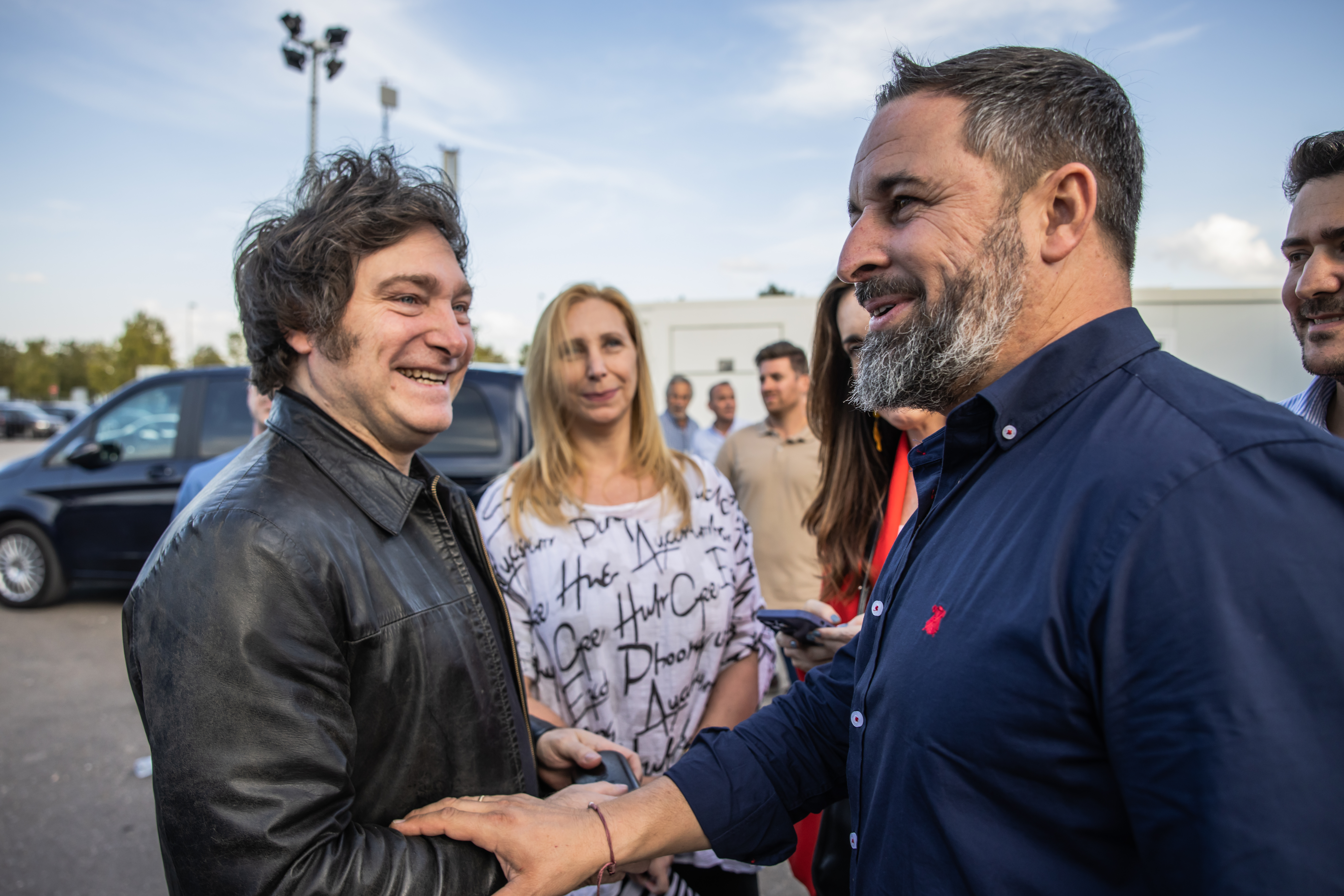
Javier Milei et Santiago Abascal, président du parti espagnol Vox (2022).

Javier Milei dit qu'il s'oppose au « mariage en tant qu'institution ». Il a déclaré qu'il n'avait aucun problème avec le mariage homosexuel et considère que l'homosexualité est « le choix de chacun ». Concernant les droits des transgenres, Milei soutient la liberté d'identité de genre mais s'oppose au financement public des soins de transition. Il est pour l'interdiction totale de l'avortement,,, la libéralisation du port d'armes, la légalisation des drogues, la libéralisation de la vente d'organes, le port d'armes libre, le droit au suicide (mais s'oppose à l'aide au suicide,), et n’exclut pas la possibilité qu'un jour la société puisse autoriser la commercialisation des enfants et privatiser les rues. Il revendique le droit de polluer si cela permet de créer de la richesse : « une entreprise peut polluer une rivière autant qu'elle le souhaite […] la valeur de l'eau est égale à zéro ». Il est favorable à une immigration « sans limites ».
Il estime que les inégalités sociales sont naturelles et que le gouvernement ne doit pas chercher à les diminuer, ajoutant que la justice sociale est un « concept aberrant » et un « vol ». Il valorise l'entrepreneuriat et la réussite individuelle.
En politique étrangère, il a déclaré vouloir s'aligner sur les États-Unis et Israël s'il était élu président. Il a exprimé son intention de déplacer l'ambassade d'Argentine en Israël de Tel-Aviv à Jérusalem, une décision que n’ont pris que quatre pays jusqu’à présent, dont les États-Unis,, et il a annoncé qu'il ferait d'Israël sa première destination en tant que président. Au début de l'invasion russe de l'Ukraine début 2022, Milei est entré au Congrès national argentin avec un drapeau ukrainien afin d'affirmer sa position face au conflit. Il dénonce en 2023 l'adhésion de l'Argentine aux BRICS.
Par rapport aux îles Malouines, sa position est la même que tous les présidents argentins depuis la fin de la guerre des Malouines, soit que la souveraineté du Royaume-Uni sur les îles est illégitime et que la restitution de celles-ci à l'Argentine est non-négociable. Il déplore toutefois la guerre qui a eu lieu en 1982 et propose une restitution pacifique des îles sur le modèle de la rétrocession de Hong Kong à la Chine en respectant les habitants qui y vivent.
Il considère les socialistes comme des « ordures » et des « excréments humains ». Il qualifie régulièrement le pape François de « fils de pute » et de « connard », affirmant qu'il « prêche le communisme dans le monde entier ». En réponse, le 6 septembre 2023, des dizaines de prêtres ont organisé dans un bidonville de Buenos Aires une messe de soutien au pape.